# Wola Kiełpińska (wieś)
Wola Kiełpińska – wieś w Polsce, położona w województwie mazowieckim, w powiecie legionowskim, w gminie Serock. W latach 1975–1998 miejscowość administracyjnie należała do województwa warszawskiego.
Podana w spisach poborowych powiatu zakroczymsko-nowomiejskiego z r. 1576. W 1827 r. miała 1 dom, 7 mieszkańców.

## Zabytki
Wykaz zabytków nieruchomych wpisanych do rejestru zabytków:
- kościół parafialny z końca XIX w., nr rej.: 1116/1083 z dn. z 3.12.1974
- cmentarz rzymskokatolicki z 2 poł. XIX w., nr rej.: 1384 z dn. 8.12.1989[8]

## Osoby związane z miejscowością
- Witold Zglenicki, geolog, ojciec ropy bakijskiej, "Polski Nobel", pochowany w swoich dobrach rodzinnych.